# (6433) Enya
(6433) Enya (1978 WC) – planetoida z grupy pasa głównego asteroid okrążająca Słońce w ciągu 3,7 lat w średniej odległości 2,39 j.a. Odkryta 18 listopada 1978 roku.